# Volta à Califórnia feminina
A Volta à Califórnia feminina foi o evento feminino do Volta à Califórnia, um evento anual de ciclismo de estrada na Califórnia, Estados Unidos . Disputado em quatro etapas, o evento geralmente terminava com uma etapa em circuito em Sacramento .  Era organizado pelo Anschutz Entertainment Group e fez parte do UCI Women's World Tour . A ciclista holandesa e campeã olímpica de estrada de 2016 , Anna van der Breggen, venceu a corrida duas vezes, em 2017,  e 2018 .

## Vencedores
| Ano  | Vencedora                          | Segunda                               | Terceira                             |
| ---- | ---------------------------------- | ------------------------------------- | ------------------------------------ |
| 2015 | Trixi Worrack Velocio-SRAM         | Lia Kirchmann Optum-KBS               | Lauren Komanski Twenty16 p/b Sho-Air |
| 2016 | Megan Guarnier Boels–Dolmans       | Cristina Armstrong TWENTY16-Ridebiker | Evelyn Stevens Boels–Dolmans         |
| 2017 | Anna van der Breggen Boels–Dolmans | Katie Hall UnitedHealthcare           | Arlenis Serra Astana                 |
| 2018 | Katie Hall UnitedHealthcare        | Taylor Wiles Trek–Drops               | Katarzyna Niewiadoma Canyon-SRAM     |
| 2019 | Anna van der Breggen Boels–Dolmans | Katie Hall Boels–Dolmans              | Ashleigh Moolman Pasio CCC Liv       |